# Papier méta-psychique
Dans la série télévisée britannique Doctor Who, le papier psychique (psychic paper dans la version originale) est une technologie du Docteur à partir de sa neuvième incarnation en 2005.
Il s'agit d'une feuille blanche contenue dans un portefeuille. Comme le tournevis sonique, c'est un outil essentiel au Docteur pour certaines de ses aventures. Il a la propriété d'afficher aux yeux des personnes auxquelles il est montré ce que le Docteur désire. Il peut donc s'en servir comme un sauf-conduit universel pour passer incognito dans certaines situations. Mais il arrive que le papier psychique ne fonctionne pas, par exemple, dans l'épisode Peines d’amour gagnées, Shakespeare ne voit qu'un papier blanc ou dans Le Fantôme des Noëls passés, Kazran ne voit que des petites « rayures ». Il est aussi possible de recevoir une formation pour reconnaître les papiers psychiques (un scientifique de Torchwood l'explique dans l'épisode L’Armée des Ombres), dans l'épisode La Retraite du démon, il est aussi révélé que pour reconnaître un papier psychique, il faut regarder s'il y a des fractales. Le papier psychique peut aussi afficher par erreur quelque chose que son utilisateur ne souhaitait pas dire comme on le voit dans l'épisode Drôle de mort.
Dans la première partie de l'épisode Bibliothèque des ombres de la saison 4, le Docteur voit sur le papier lui-même un appel de détresse signé anonyme lui demandant de se rendre à la Bibliothèque. Il sera révélé plus tard que le message provenait du professeur River Song.